# Ron How
Ronald „Ron” How (ur. 23 grudnia 1929 w Little Missenden, zm. 11 października 2011) – brytyjski żużlowiec.

## Życiorys
Wielokrotny finalista indywidualnych mistrzostw Wielkiej Brytanii, w tym brązowy medalista (Londyn 1964).
Wielokrotny reprezentant Wielkiej Brytanii na arenie międzynarodowej. Ośmiokrotny uczestnik finałów światowych indywidualnych mistrzostw świata (Londyn 1952 – XVI miejsce, Londyn 1957 – XI miejsce, Londyn 1958 – X miejsce, Londyn 1959 – XV miejsce, Malmö 1961 – IX miejsce, Londyn 1962 – XII miejsce, Londyn 1963 – IX miejsce, Göteborg 1964 – VI miejsce). Czterokrotny uczestnik finałów światowych drużynowych mistrzostw świata (Göteborg 1960 – srebrny medal, Wrocław 1961 – brązowy medal, Slaný 1962 – srebrny medal, Abensberg 1964 – brązowy medal).
W lidze brytyjskiej reprezentant klubów Harringay Racers (1951–1954), Wimbledon Dons (1955–1963) oraz Oxford Cheetahs (1964–1965).